# Рихтичі (зупинний пункт)
Ри́хтичі — пасажирський залізничний зупинний пункт Львівської дирекції Львівської залізниці на лінії Стрий — Самбір між станціями Дрогобич (8 км) та Дубляни (21 км). Розташований неподалік від сіл Рихтичі та Хатки Дрогобицького району Львівської області.

## Пасажирське сполучення
На зупинному пункті Рихтичі зупиняються приміські електропоїзди сполученням Самбір — Стрий.